# Solal (chanteur)
Pour le roman d’Albert Cohen, voir Solal. Pour les autres significations, voir Solal (homonymie).
 (décembre 2023).
Si vous disposez d'ouvrages ou d'articles de référence ou si vous connaissez des sites web de qualité traitant du thème abordé ici, merci de compléter l'article en donnant les références utiles à sa vérifiabilité et en les liant à la section « Notes et références ».
Solal, de son vrai nom Laurent Morhain, né le 29 septembre 1962 à Lorient, est un chanteur français. Il est principalement actif dans des projets de comédies musicales. Il est notamment reconnu pour ses participations dans Starmania et Mozart, l'opéra rock. Il participe également aux spectacles Tristan et Iseult, Adam et Ève : La Seconde Chance, Jésus, de Nazareth à Jérusalem et Notre-Dame De Paris.

## Biographie
Michel Sardou le repère en 1985 et lui fait son premier contrat deux ans plus tard sur le label Tréma. En 1988, il interprète le rôle de Ziggy dans la 2e version de Starmania, l'Opéra rock de Michel Berger et Luc Plamondon, au théâtre Marigny en remplacement de Renaud Hantson. En 2000, il incarne Tristan dans le spectacle musical Tristan et Yseult de Jacques Berthel, produit par Pierre Cardin, et participe à l’enregistrement de l’album. 
Il incarne à partir de 2009 le père de Wolfgang Amadeus Mozart, Leopold Mozart, dans la comédie musicale Mozart, l'opéra rock produite par Dove Attia et Albert Cohen. Il y chante plusieurs titres, notamment le tube J'accuse mon père, mais aussi Quand le rideau tombe, Penser l’impossible et C’est bientôt la fin.
En 2012, il est à l'affiche de la comédie musicale Adam et Ève : La Seconde Chance, de Pascal Obispo, dans le rôle de Solus, aux côtés de Nuno Resende (Snake), un ami de Mozart, l'opéra rock, et de Thierry Amiel (Adam). La même année, Solal participe à l'émission Chabada et fait un duo remarqué avec Jeane Manson sur Ne me quitte pas de Jacques Brel.
Il participe au spectacle Mozart, l'opéra rock en tournée dès septembre 2014 en France, en Suisse et en Belgique accompagné par un orchestre symphonique originaire de Kiev,.
En 2014, Solal, a créé sa propre société de production qu'il appellera « Game of Prod ». Ce nouveau tournant de sa vie lui offre la possibilité de révéler de nouveaux talents. Il produit ainsi deux jeunes chanteuses : Ael (Léa Deleau), qui interprète par la suite de Maggie dans le spectacle Résiste de France Gall et Bruck Dawit, et plus récemment Liv dont le premier single Vendez-nous du rêve a vu le jour en 2017.
À l'automne 2017, il interprète Ponce Pilate dans la comédie musicale Jésus, de Nazareth à Jérusalem de Pascal Obispo.  
Il est également actif dans le doublage ainsi que l'enregistrement de voix pour des publicités (Audi, Bosch, France Rugby, Seresto…) ainsi que des documentaires. 
En novembre 2021, il est choisi par Richard Cocciante pour interpréter le rôle de Frollo lors de la tournée asiatique de Notre-Dame de Paris, en alternance avec Daniel Lavoie. 

## Filmographie
- 2015 : Le tourbillon de Noémie Lefort, musique du court-métrage

### Doublage
- 2021 : Black Island : voix additionnelles

## Discographie
- Le cœur mafia (1985, sous sa véritable identité).
- Heureux (1986, sous sa véritable identité).
- Elle est partie sans moi (1987, sous sa véritable identité).
- J'accuse mon père : Solal ; radio le 1er février 2010 ; clip le 26 mars 2010 ; (comédie musicale Mozart l'Opéra Rock)
- C'est bientôt la fin : comédie musicale Mozart l'Opéra Rock, sortie le 31 octobre 2010
- Le Meilleur : comédie musicale Adam et Ève la seconde chance sortie le 31 janvier 2012
- Qui a dit : comédie musicale Adam et Ève la seconde chance sortie le 31 janvier 2012
- Dieux contre Dieu et La Vérité : comédie musicale Jésus le spectacle de Pascal Obispo sortie le 17 octobre 2017

## Vie privée
Solal est en couple depuis le 19 septembre 1999 avec Karine Grandval. Ils ont ensemble deux enfants : Hugo Morhain Grandval, né le 4 décembre 2000, et Mael Morhain Grandval, né le 9 janvier 2003. Il a également une fille, Élise Morhain, née le 2 Octobre 1985 d’une première union.